# Galder Gaztelu-Urrutia

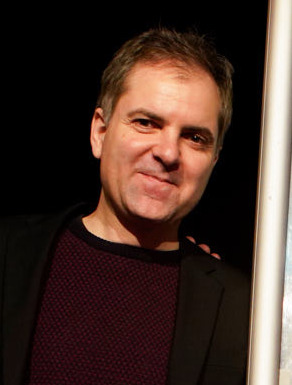
Galder Gaztelu-Urrutia (2020)

Galder Gaztelu-Urrutia (* 7. März 1974 in Bilbao) ist ein spanischer Regisseur und Filmproduzent.

## Werdegang
Er machte einen Abschluss in Business Management mit Spezialisierung auf internationalem Handel.
Gaztelu-Urrutia produzierte diverse Werbevideos. Seine ersten Kurzfilme als Regisseur veröffentlichte er 2004 und 2011. Sein Spielfilmdebüt gab er mit dem dystopischen Science-Fiction-Thriller Der Schacht (El Hoyo) im Jahr 2019.

## Filmografie
- 2004: 913 (Kurzfilm)
- 2011: La casa del lago (Kurzfilm)
- 2019: Der Schacht (El Hoyo)
- 2024: Der Schacht 2 (El Hoyo 2)
- 2024: Rich Flu

## Auszeichnungen und Nominierungen
- Toronto International Film Festival 2019: Publikumspreis in der Sektion Midnight Madness
- Goya 2020: Nominierung in der Kategorie Beste Nachwuchsregie